# Botxes
Les botxes és el nom d'un esport similar a la petanca que, malgrat tenir un origen incert (podria haver aparegut a l'antiga Grècia), va viure una forta promoció als països nòrdics arran de les primeres competicions internacionals celebrades a Dinamarca l'any 1982.
Jugar a botxes o a la bolla consisteix en el llançament d'unes boles de cuir amb l'objectiu que s'acostin el més possible a una bola de color blanc, dita bolig o mingo, que fa de marcador. S'hi pot jugar individualment o per equips. És esport paralímpic des dels Jocs Paralímpics de Seul de 1988 i hi competeixen esportistes amb paràlisi cerebral diferenciats en dos grups: els que tenen poca força per moure tronc i braços, i els que tenen hemiplegia amb mobilitat normal a la zona no afectada. Ambdós grups participen en cadira de rodes.

## Galeria d'imatges

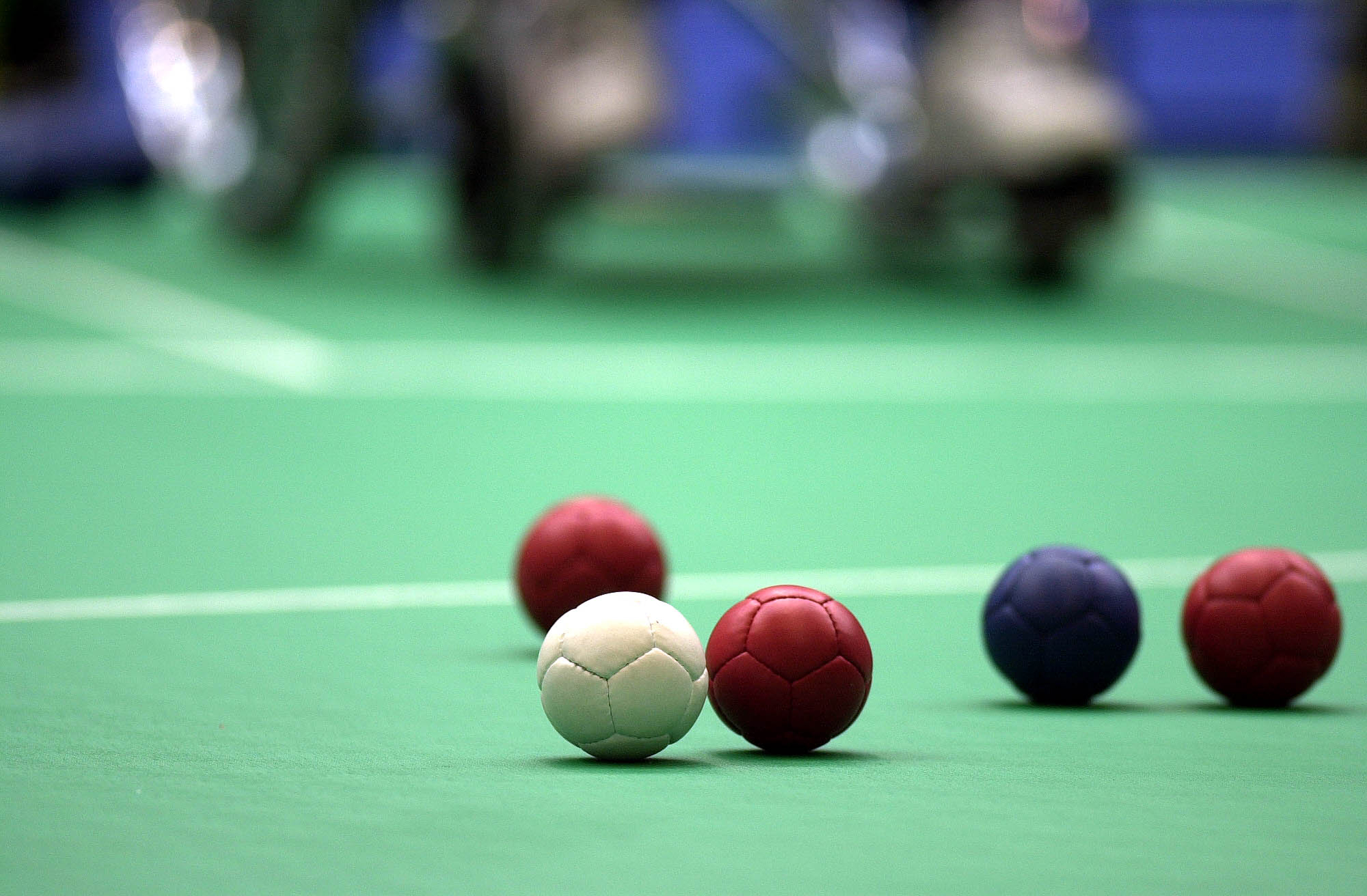
Pilotes de botxa als Jocs Paralímpics de Sydney 2000
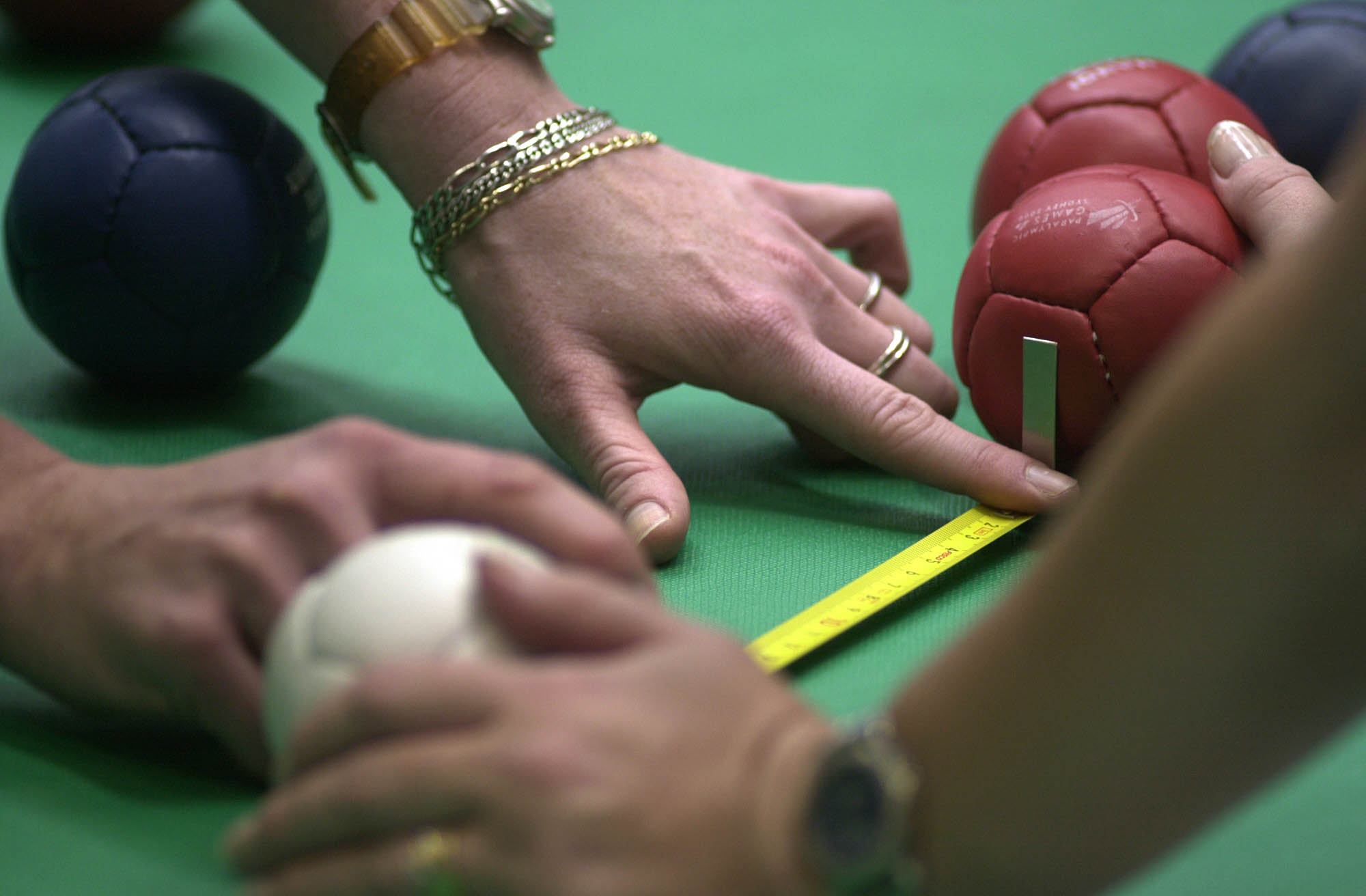
Mesura de distàncies als Jocs Paralímpics de Sydney 2000
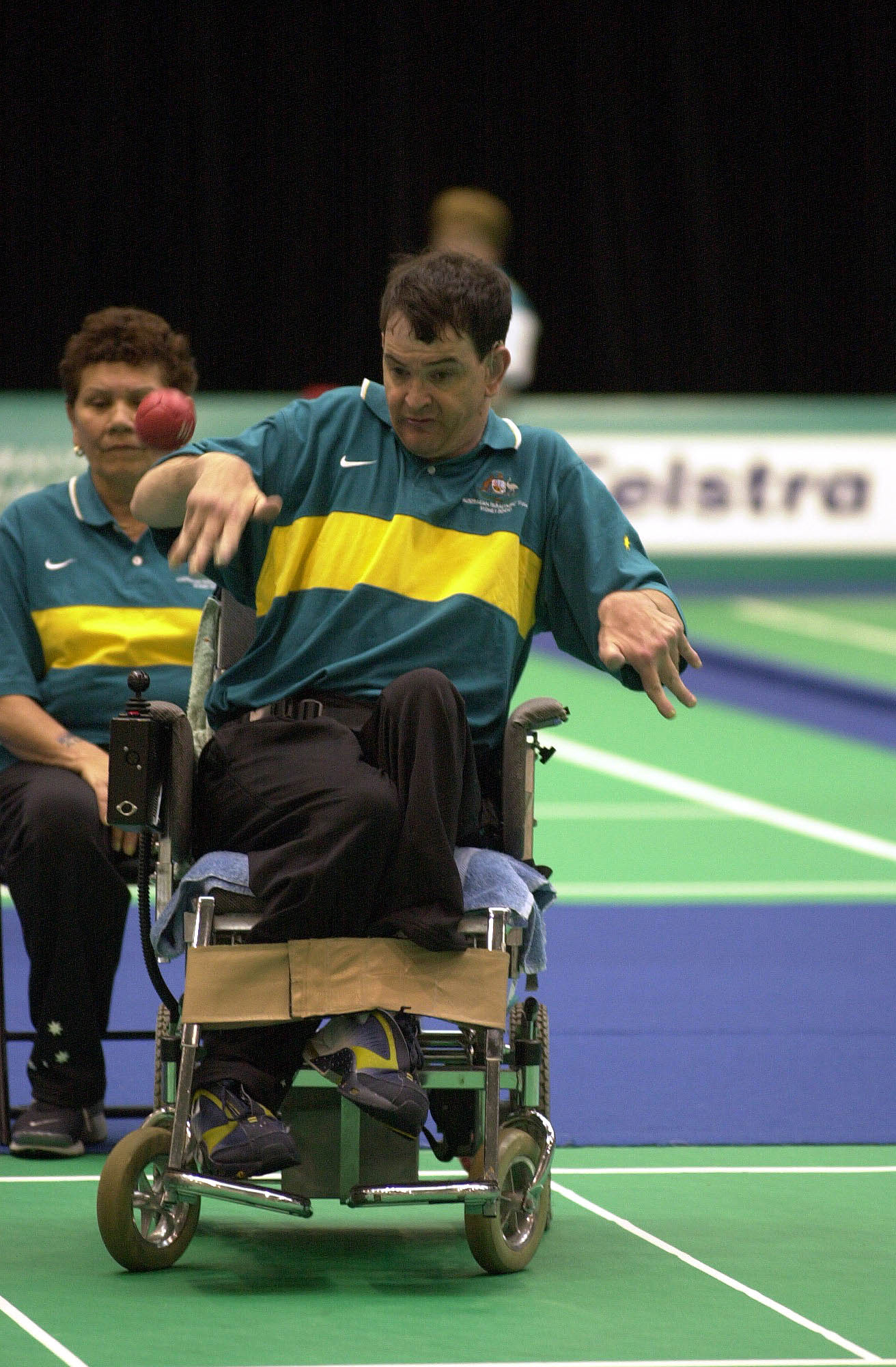
L'esportista de botxa John Richardson als Jocs Paralímpics de Sydney 2000
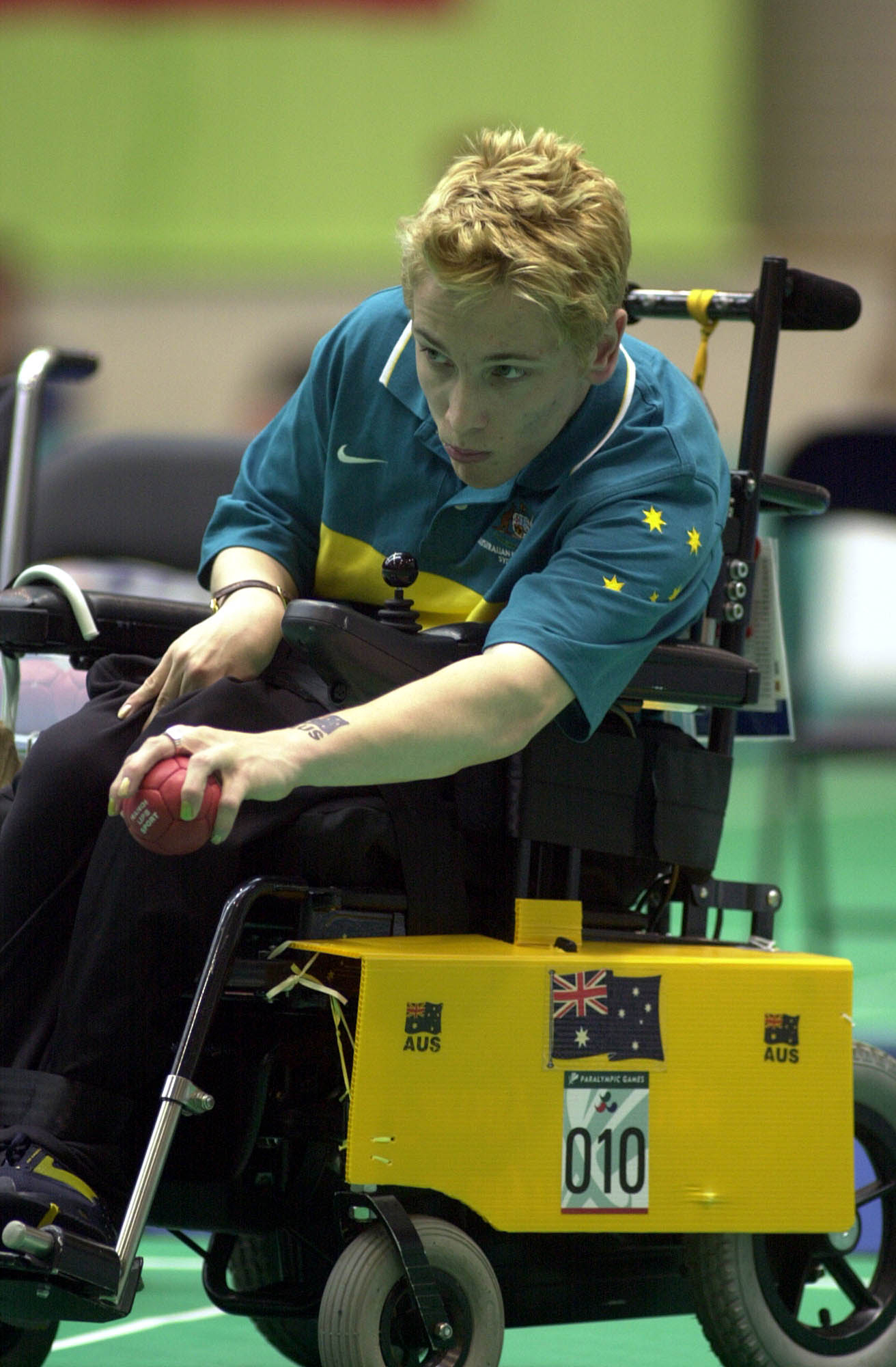
L'esportista de botxa Scott Elsworth als Jocs Paralímpics de Sydney 2000